# 성진학
성진학(영어: Asteroseismology)은 주파수 분광의 상호작용에 의한 맥동하는 별의 내부 구조를 연구하는 과학이다. 다른 진동 모드가 별속의 다른 깊이로 침투한다. 이들 진동들은 지진 활동을 통해 지구 내부와 다른 고체 행성들의 내부를 지진학자 들이 연구하는 방법과 비슷하게 별의 내부에 관한 정보를 제공한다.
성진학에 의해 연구되는 진동들은 맥동의 병진 에너지로 변환된 열 에너지에 의해 추진된다. 이들 과정은 임의의 열 엔진과 계속되는 것과 흡사한데, 열 엔진 내에서 진동의 고온 위상에서 열이 흡수되고 온도가 낮을 때 열이 방출된다.
별의 주요 매카니즘은 약간의 종류의 별 표면층 내에 복사 에너지를 맥동 에너지로의 순 변환이다. 결과의 진동은 보통 그것이 작으며, 별이 고립되어 있으며, 구대칭이라는 가정하에 연구된다.
쌍성계에서 별간 기조력이 별의 진동에 중대한 영향을 지닌 수 있다.
일진학은 태양에 집중된 연구의 밀접한 영역이다. 태양내의 진동은 그 외층에 대류에 의해 여기된다. 그리고 다른 별들 내부의 태양과 같은 진동을 관찰하는 것은 성진학의 새롭고 팽창하는 영역이다.
성진학은 별의 내부 구조를 찾기 위한 도구를 제공한다. 맥동 주파수는 파동이 생성 전파하는 영역의 밀도 단면에 관한 정보를 준다.
분광은 그 화학 조성에 관한 정보를 준다. 둘 다 내부 구조에 관한 정보를 주는 데 사용될 수 있다. 파동은 세 가지 다른 종류로 나뉜다.
- 음 또는 압력 모드

별 내부의 압력으로 추진된다.그들의 동역학은 음파의 국지 속력으로 결정된다.
- 중력(g) 모드는 부력에 의해 추진된다.
- 표면 중력(f) 모드는 태양 표면을 따라 해양 파동과 흡사하다.

태양과 같은 별 내부에서 예를 들어 알파 센타우리 내에서 p모드는 홍염이며 g모드는 대류층에 의해 핵에 실질적으로 감금 되어있다. 그러나 g모드는 백색왜성내에서 관찰되었다.

## 같이 보기
- 일진학
- 월진
- 지진
- 모어튼 파동